# Karviná
Karviná (pronunciat [karvɪna ː], polonès: Karwina, alemany: Karwin) és una ciutat de la regió de Moravia-Silesia a la República Txeca, sobre el riu Olza. És el centre administratiu del districte del seu nom. Es troba a la regió històrica de la Silèsia de Cieszyn i és un dels centres més importants de la mineria del carbó a Txèquia. Juntament amb les ciutats veïnes forma la zona industrial de la Conca de Carbó d'Ostrava-Karviná.
Tenia 65141 habitants (segons el cens de 2001). El 8,5 % de la població són eslovacs i el 8 % de la població són polonesos. La població polonesa està disminuint històricament. També hi ha una creixent comunitat romaní.

## Història
Fins al segle ix era un llogaret sota la importància de la Silesia de Cieszyn, situada prop de la important ciutat de Fryštát. El descobriment de carbó va donar lloc a un ràpid desenvolupament de la ciutat i els llogarets circumdants, per a això es van construir vies fèrries. Després de la divisió de Cieszyn Silesia el 1920 es va convertir en part de Txecoslovàquia com un dels principals centres miners del país. El 1923 va obtenir els drets de ciutat. A l'octubre de 1938 va ser annexionada per Polònia, juntament amb tota la regió coneguda com a Zaolzie i durant la Segona Guerra Mundial va ser part de l'Alemanya nazi. Després de la guerra es va convertir de nou en part de Txecoslovàquia. El 1948 es va produir la fusió de Karviná, Fryštát i els llogarets dels voltants de Darkov, Raj i Staré Město. Aquesta unió de ciutats fou anomenada Karviná. L'escut de Fryštát va ser triat com l'escut d'armes de Karviná. Fryštát es va convertir en un centre històric d'aquesta ciutat industrial.
El període després de la guerra es caracteritza per l'orientació econòmica cap a la indústria pesant. En l'actualitat, la ciutat es troba reestructurant la seva economia, procés que es duu a terme amb lentitud. Al mateix temps Karviná és el centre educatiu d'aquesta regió, amb la seva àmplia gamma d'escoles secundàries especialitzades i, especialment, la Facultat de Comerç i Empresarials de la Universitat de Silèsia. Des de 1995 Karviná es va convertir en membre de la xarxa nacional de ciutats estatutàries de la República Txeca.
Karviná és també un important centre cultural i educatiu per a la minoria polonesa de la República Txeca.

## Persones il·lustres
- Petra Němcová, model txeca
- Radek Štěpánek, jugador de tennis txec
- Denisa Rosolová, atleta txeca

## Ciutats agermanades
- Martin a Eslovàquia
- Jastrzębie Zdrój a Polònia
- Jaworzno a Polònia
- Rybnik a Polònia
- Skoczów a Polònia
- Wodzisław Śląski a Polònia
- Mieres a Astúries, Espanya